# Kleiner Beginenhof Löwen

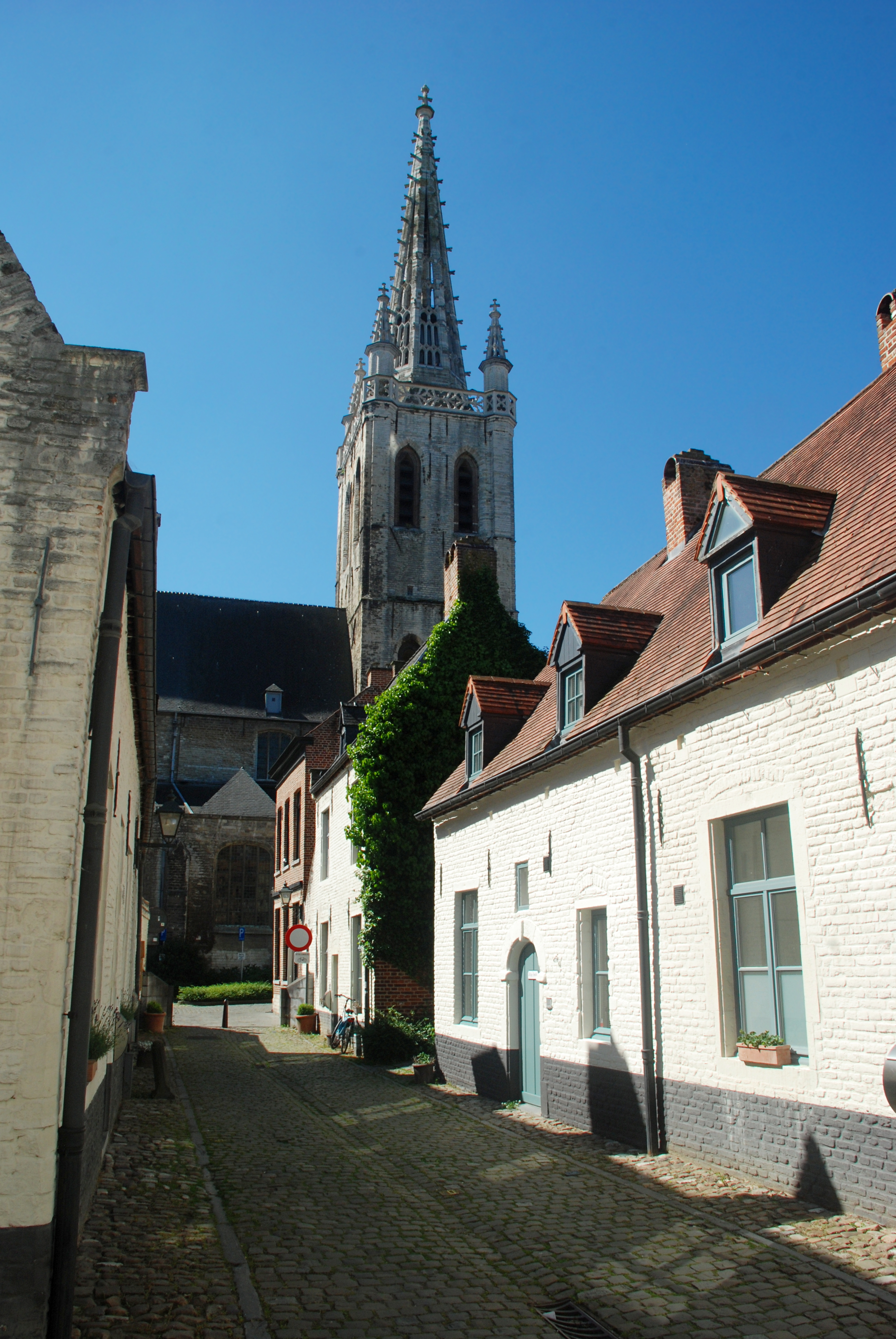
Kleiner Beginenhof Löwen, im Hintergrund die Gertrudenkirche

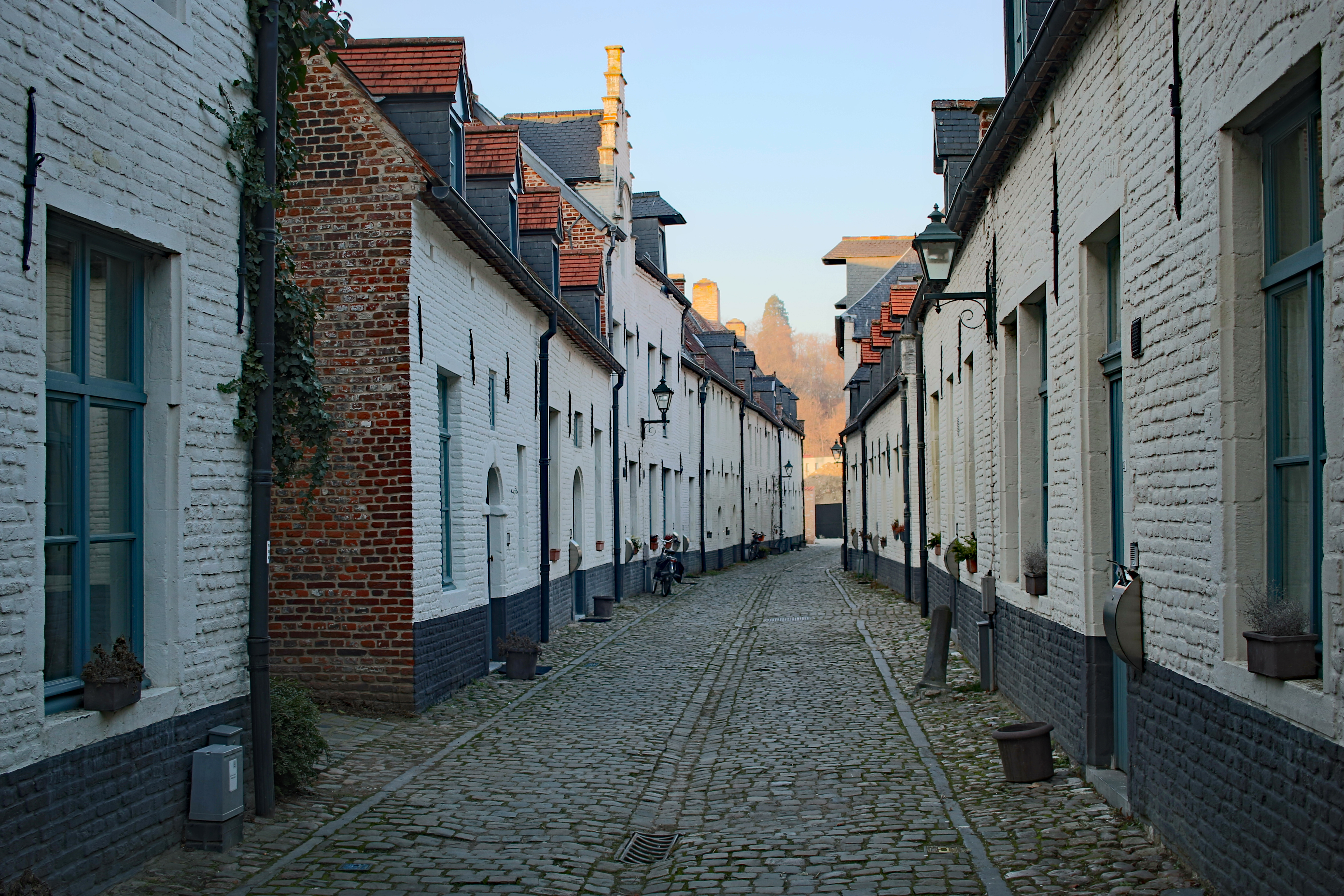
Straßenansicht im Beginenhof

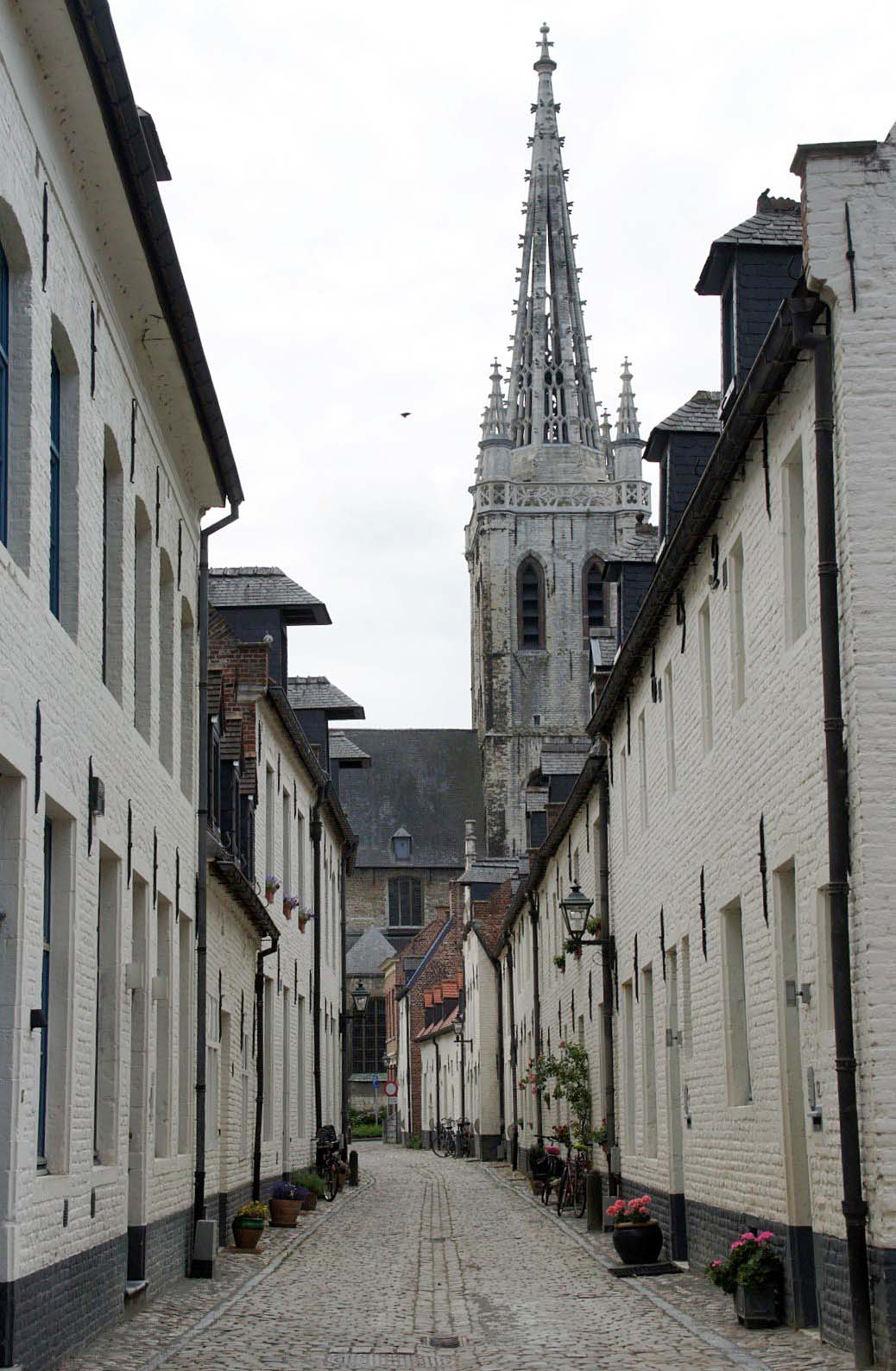
Hauptstraße des Kleinen Beginenhofs

Der Kleine Beginenhof (niederländisch Klein Begijnhof) ist ein Beginenhof in der belgischen Stadt Löwen (niederländisch Leuven) und steht unter Denkmalschutz; die Beschreibung basiert wesentlich auf dem belgischen Denkmalinventar.

## Geschichte
Die Gründung des kleinen Beginenhofs, auch Beginenhof der Heiligen Katharina oder der Heiligen Gertrudis genannt, geht auf die zweite Hälfte des 13. Jahrhunderts zurück. Im Jahr 1269 wird Bertula, „beghina de sancta Gertrude de Lovanio“, als Stifterin einer Schenkung an das Priorat St. Gertrud erwähnt. Im Jahr 1275 wird eine Krankenstation erwähnt, die möglicherweise die Keimzelle des kleinen Beginenhofs war. Der kleine Beginenhof könnte ab 1295 eine eigene Kapelle gehabt haben, die vom Pfarrer der Pfarrei St. Gertrud, zu der der Beginenhof gehörte, betreut wurde. Die erste Kapelle befand sich an der Stelle der Beginenhofkirche aus dem 17. Jahrhundert.
Der kleine Beginenhof erlebte seine Blütezeit im 17. Jahrhundert, der Zeit, aus der die meisten der heute noch erhaltenen Gebäude stammen. Das Gebiet des Beginenhofs erstreckte sich zwischen den Häusern an der Mechelsestraat im Westen und der Dijle im Osten. Die Häuser des Beginenhofs befanden sich im westlichen Teil der Domäne, entlang der Straße, die von der Kirche St. Gertrud im Süden zur Beginenhofkirche im Norden führte. Zwei Seitenstraßen schlossen an die Straße an; die westliche führte zur Mechelsestraat. Hinter der Beginenhofkirche befand sich die Krankenstation. Dahinter, entlang der Dijle, lagen die Bleichen des Beginenhofs.
Der kleine Beginenhof wurde 1631 zu einer eigenständigen Pfarrei, woraufhin 1636 mit dem Bau einer neuen und größeren Beginenhofkirche begonnen wurde. Das Kirchengebäude wurde vor 1642 fertiggestellt; aus diesem Jahr stammt eine Zeichnung des Äußeren und Inneren der Kirche. Die heute verschwundene Beginenhofkirche war ein einschiffiger Bau mit einer dreiseitigen Apsis und Strebepfeilern. In der Mitte des Satteldachs, auf der Trennlinie zwischen Kirchenschiff und Chor, befand sich ein Dachreiter. Die Länge der Kirche betrug etwa 35 m, ihre Breite 9,5 m. Die Außenwände des Chors enthielten Nischen für Kreuzweg-Reliefs. Der Beginenhof erreichte im letzten Viertel des 17. Jahrhunderts seinen Bevölkerungshöchststand, als etwa 90 Beginen dort lebten, entweder in einzelnen Häusern oder in einem der fünf Konventhäuser. Zur Pfarrei des kleinen Beginenhofs gehörten mehrere karitative Einrichtungen: die oben erwähnte Krankenstation, eine Heilig-Geist-Tafel (im 17. Jahrhundert erwähnt) und eine Tafel der Armen (ab 1680 erwähnt). Eine Schule ist zwischen 1556 und 1563 bezeugt.
Im 18. Jahrhundert ging die Zahl der Beginen auf etwa 35 am Ende des Jahrhunderts zurück. 1796 wurde der Beginenhof als eigenständige Institution von der französischen Verwaltung abgeschafft und dem „Bureau de Beneficence“ und der Kommission für zivile Armenhäuser unterstellt. Der kleine Beginenhof wurde jedoch weiterhin von Beginen bewohnt. Die 1798 geschlossene Kirche wurde 1806 für Gottesdienste wiedereröffnet. Der Niedergang, der im 18. Jahrhundert begann, setzte sich jedoch in der ersten Hälfte des 19. Jahrhunderts fort. Im Jahr 1830 gab es nur noch vier Beginen im Beginenhof; die letzte Begine starb im Jahr 1855. Die Kirche wurde für Gottesdienste geschlossen und 1862 abgerissen und ihre Einrichtung öffentlich verkauft. Der barocke Hochaltar von 1687 von Gielis Boetsman und die Orgel von 1721 von Jan Wauters befinden sich heute in der Pfarrkirche von Assent (Bekkevoort). Einige Kunstgegenstände gelangten in die Sammlung des städtischen Museums (heute Museum M) und in die St.-Gertrud-Kirche. Das Tor des Beginenhofs, eine Rekonstruktion aus dem Jahr 1806 des ursprünglichen Tors, das 1797 abgerissen wurde, verschwand im Jahr 1882. Beim Abriss der Kirche im Jahr 1862 wurden auch die Häuser dahinter abgerissen, um einen Durchgang zur Sluisstraat zu schaffen. Das Gebäude der Krankenstation aus dem Jahr 1666, das sich nördlich der abgerissenen Kirche befand, wurde erst 1954 abgerissen, um einen Anbau an die Stella-Brauerei zu errichten.
Der kleine Beginenhof wurde 1974 als Denkmal geschützt. Die Beginenhäuser wurden zwischen 1983 und 2001 in mehreren Phasen unter der Leitung des Ingenieur-Architekten Daniël Depoorter restauriert.

## Architektur
Die Häuser des Kleinen Beginenhofs sind entlang einer in Süd-Nord-Richtung verlaufenden Straße angeordnet, die von der Halfmaartstraat im Süden bis zum Standort der ehemaligen Beginenhofkirche im Norden verläuft. Einige der Häuser befinden sich in Sackgassen, auf der Ostseite der Hauptstraße und in der kleinen Straße, die zur Sluisstraat führt, die 1862 gebaut wurde.
Alle Häuser sind aus Ziegelmauerwerk mit Ankern gebaut, seit der Restaurierung mit weiß getünchten Fassaden. Reste von Fachwerk sind in den Häusern Nr. 23 und 27 erhalten geblieben. Die Häuser sind ein- oder zweigeschossig und haben Satteldächer, deren First parallel zur Bauflucht verläuft. Dachziegel, Schindeln und Schiefer bilden das Dachdeckungsmaterial. Die Gauben sind oft mit einem Kranbalken ausgestattet. Dort, wo sie sichtbar sind, wurden die gemauerten Quergiebel mit Flechtwerk abgeschlossen. Einige der straßenseitigen Fassaden sind mit einem Sägezahnmuster (Nummern 4–5) oder einem Blockzahnmuster (Nummer 19) unter der Traufe verziert. Die meisten Häuser stammen aus dem 17. Jahrhundert. Die einstöckigen Häuser mit den Nummern 16 und 19 stammen möglicherweise noch aus dem 16. Jahrhundert, das große Haus mit den Nummern 17–18 wurde im 18. Jahrhundert erbaut. In den Häusern sind alte Einrichtungselemente erhalten geblieben: Kamine mit Natursteinherden, hölzerne Wendeltreppen, Klammertüren mit originalen Schlüsselschildern und Griffen sowie Stuckdecken aus dem 18. Jahrhundert.
Das erste Haus auf der linken Seite der Hauptstraße (Nummer 1), neben dem ehemaligen Tor des Beginenhofs, ist das ehemalige Pförtnerhaus. Hinter der ehemaligen Seitenstraße zur Mechelsestraat liegt das Konventhaus Sint-Maarten (Nummern 4–5). Es wurde 1647 von Martinus-Sebastianus Carevenne, einem Kanoniker des St.-Peters-Kapitels und Präsidenten des Deutschen Kollegs in Löwen, gegründet. Die Fassade ist zwei Stockwerke hoch und vier Joche breit; die beiden linken Joche werden von einer großen Gaube mit Treppengiebel gekrönt. In der Mitte des Giebelfeldes der Dachgaube befindet sich eine Fensteröffnung mit Korbbogen. Auf der rechten Seite der Hauptstraße, an der Hausnummer 22, befindet sich das Konventhaus Brouwershaven, das 1603 von Stefanus Jacobs aus Brouwershaven in Seeland gegründet wurde. Das Konventhaus wurde 1647 zusammen mit dem angrenzenden Godshuis van de Heilige Geest (Nummer 22A) wieder aufgebaut. Im unteren der beiden Stockwerke der Fassade werden die Fensteröffnungen und die Tür von Rahmen aus Kalkstein eingerahmt. Die Natursteinpfeiler der Fensteröffnungen sind verschwunden. Drei Reliefbögen über dem rechten Fenster zeigen eine Verengung der ursprünglichen Fensteröffnung. Das Haus des Heiligen Franziskus mit der Nummer 20 ist mit einem Jahresstein über der Tür auf 1746 datiert. Auf der anderen Seite befinden sich die Nummern 9–10 des ehemaligen Konventhauses der Heiligen Dreifaltigkeit, das 1634 von Renier Boonen, Pfarrer von Lummen, gegründet wurde. Der Anker mit Jahreszahl im zweiten Stock erinnert an das Gründungsjahr. Nebenan, an der Hausnummer 11–12, befindet sich das Konventhaus De Drie Koningen (Drei Könige) mit der Jahreszahl der Gründung an der Fassade. Das große, zweigeschossige Doppelhaus mit den Nummern 17–18 ist acht Achsen breit. An den Quergiebeln des Hauses sind die Anfänge eines geplanten, aber nicht ausgeführten zweiten Stockwerks für die angrenzenden Häuser Nummer 16 und 19 zu erkennen.
Auf der gegenüberliegenden Seite des Parkplatzes, neben den Hausnummern 11–12, ist die Querwand eines abgerissenen Beginenhauses in die Wand eines neueren Schuppens integriert worden. In der Mauer der Stella-Brauerei entlang der Straße zur Sluisstraat ist der Türrahmen aus Kalkstein von der Krankenstation (1666–1672), die 1954 abgerissen wurde, eingearbeitet worden.